# Der Bulle von Tölz: Mord mit Applaus
Mord mit Applaus ist ein deutscher Fernsehfilm von Werner Masten aus dem Jahr 2002 nach einem Drehbuch von Franz Xaver Sengmüller. Es ist die 36. Folge der Krimiserie Der Bulle von Tölz mit Ottfried Fischer als Hauptdarsteller in der Rolle des Hauptkommissars Benno Berghammer. Die Erstausstrahlung erfolgte am 13. Februar 2002 auf Sat.1.

## Handlung
Das Team der TV-Quizsendung „Einer gegen alle“ mietet alle Zimmer in Resi Berghammers Pension. Nur der Showmaster Claus Claasen steigt im besten Hotel von Bad Tölz ab. Am nächsten Morgen wird in seinem Zimmer eine Leiche entdeckt – der Tote ist allerdings nicht Claasen, wie zunächst angenommen, sondern Produktionsassistent Tim Beyle, der immer wieder die Stellung hält, wenn Claasens eifersüchtige Frau anruft. Die Kommissare Benno Berghammer und Sabrina Lorenz gehen von einem Verwechslungsmord aus und machen sich auf die Suche nach Motiven.
Claasens Frau Hannelore hält sich zwar gerade in Bad Tölz auf, doch hat sie die Mordnacht mit ihrem Liebhaber Lutz Korn verbracht, dem Mann, der bereits als Showmaster in den Startlöchern steht, wenn die Redakteurin Dr. Tillmann-Kreuz die Quizsendung einer Verjüngungskur unterzieht.
Benno Berghammer erfährt vom Produktionsleiter Ralph Liebhardt, Tim Beyle sei mit der Aufnahmeleiterin Anja Gläser liiert gewesen. Er habe aber keine Ahnung, seit wann die Beziehung bestehe, vielleicht zwei oder drei Monate.
Bürgermeister Geisreiter gibt an, er sei bis gegen 22:30 Uhr bei Claasen im Zimmer gewesen, dann hätten sie sich in bestem Einvernehmen verabschiedet. In Wirklichkeit hat er sich heftig mit dem Quizmaster gestritten, weil dieser ihn mit einem verfänglichen Video dazu nötigt, seine Freundin, die Tierschützerin Christa Pögl, als Umweltreferentin einzustellen. Geisreiter hat Claasen ein Schlafmittel ins Getränk gemixt und ist um Mitternacht in dessen unversperrtes Zimmer gegangen, um das Video in seinen Besitz zu bringen. Als er sich noch schnell die Hände gewaschen hat, ist eine weitere Person ins Zimmer gekommen und hat das Opfer erstickt, während er sich voller Angst hinter dem Duschvorhang verborgen hat. Am nächsten Tag hat Claus Claasen die Kopie des Videos aus Tim Beyles Zimmer geholt und hat den Bürgermeister nun erneut in der Hand.
Beim Joggen entgeht Claus Claasen nur knapp einem neuerlichen Anschlag. Die auf ihn abgefeuerten Schüsse verfehlen glücklicherweise ihr Ziel. Dr. Tillmann-Kreuz fordert Polizeischutz für den Quizmaster, worauf Polizeihauptmeister Anton Pfeiffer, großer Fan von „Einer gegen alle“, für diese Aufgabe abgestellt wird. Die Redakteurin kann ihr Glück kaum fassen, als eine E-Mail bei ihr einlangt, in der ein gewisser O. Normalverbraucher ankündigt, Claasen bei der nächsten Sendung auf offener Bühne hinzurichten. Sofort setzt sie alle Hebel in Bewegung, damit die Show nicht nur aufgezeichnet, sondern live gesendet wird.
Kommissar Berghammer kann den Showmaster dazu bewegen, das Video herauszugeben; im Gegenzug ist bei der Polizei das Thema Erpressung vom Tisch. Er teilt dem Bürgermeister mit, dass er nun nichts mehr zu befürchten habe, weil das Video im Kommissariat verwahrt werde.
Allmählich dämmert den beiden Kommissaren, dass sie mit der Verwechslungsmord-Theorie auf dem falschen Weg sind, weil alle Spuren früher oder später in eine Sackgasse geführt haben. Da sich für einen gezielten Mord an Tim Beyle aber kein Motiv finden lässt, hoffen Berghammer und Lorenz, dass dem Mörder am Abend der Quizshow ein Fehler unterläuft.
Unmittelbar vor der Sendung herrscht hinter der Bühne eine ausgelassene Stimmung, was Polizist Pfeiffer auf seine Anwesenheit als Personenschützer zurückführt. Kommissar Berghammer hingegen beschleicht der Verdacht, dass Claus Claasen und Christa Pögl alles nur inszeniert haben, um die Einschaltquote in die Höhe zu treiben. Die beiden räumen zwar ein, sie hätten die Möglichkeit dazu gehabt, doch dafür gebe es keine Beweise.
Resi Berghammer, die von Claasen persönlich zur Teilnahme eingeladen wurde, gewinnt die Ausscheidungsrunde und darf sich nun den Quizfragen stellen. Während seine Mutter eine Frage nach der anderen richtig beantwortet, erfährt Benno Berghammer von der Redakteurin Tillmann-Kreuz, dass Produktionsleiter Ralph Liebhardt und Aufnahmeleiterin Anja Gläser wieder zusammengefunden haben. Sie seien verlobt gewesen und hätten heiraten wollen, bis Tim Beyle seinem Chef die Partnerin ausgespannt habe. Da schrillen beim Kommissar die Alarmglocken. Er ruft über Funk seine Kollegin herbei und setzt sie ins Bild. Gemeinsam werfen sie Ralph Liebhardt vor, bei der ersten Vernehmung gelogen zu haben. Er habe behauptet, keine Ahnung zu haben, seit wann die Beziehung bestehe. In Wirklichkeit habe er das genau gewusst, weil er schließlich seine Verlobte an Tim Beyle verloren habe. Diese neue Erkenntnis führe zum ältesten Motiv der Welt: Eifersucht. Liebhardt gesteht die Tat und gibt als Grund an, Beyle sei ein charakterloses Schwein gewesen; er habe Claasens Assistentinnen Drogen besorgt und hätte auch Anja zerstört.
Im Kommissariat stellen Berghammer und Lorenz fest, dass die beschlagnahmte Videokassette aus dem Kühlschrank verschwunden ist. Berghammer eilt zum Bürgermeister und verlangt sie zurück. Nach einigem Hin und Her gibt er dem Kommissar ein Video und fordert ihn auf, es sofort anzuschauen. Auf dem Band ist nicht etwa die erwartete Orgie des Bürgermeisters zu sehen, sondern Resi Berghammer, wie sie im Büro der Redakteurin die Fragen und Antworten aus dem Dossier für die Quizsendung abschreibt. Der Kommissar ist außer sich und will wissen, warum sie nicht disqualifiziert wurde, worauf der Bürgermeister sagt, es sei ihm und der Redakteurin ein Herzenswunsch gewesen, dass eine Seniorenkandidatin gewinne.
Als die Journalistenmeute gerade wissen will, welchen Wunsch Resi Berghammer sich mit dem Geld erfüllen möchte, stößt ihr Sohn hinzu und antwortet für sie, es werde karitativen Zwecken zugeführt.

## Hintergrund
Die Dreharbeiten wurden in Bad Tölz und Gaißach durchgeführt; als Schauplatz für die „Pension Resi“ diente das Hollerhaus Irschenhausen.

## Kritik
Die Programmzeitschrift TV Spielfilm schreibt: „Applaus: Otti Fischer züchtigt den Medien-Zirkus.“ Fazit: „Pfundiger Krimispaß mit Ironie gewürzt.“